# Echo Park (album)
Echo Park is het derde album van de Welshe rockgroep Feeder. Het werd uitgebracht in april 2001. Toen Echo Park uitgebracht werd was Feeder net doorgebroken bij het grote publiek met hun single Buck Rogers, die de vijfde plaats bereikte in de hitlijsten van het Verenigd Koninkrijk.
Het album kreeg platina en er werden drie tracks uitgebracht als single: Buck Rogers, Seven Days in the Sun en Turn. Het nummer Just a day werd geschrapt van het album, maar werd later nog uitgebracht als single.

## Nummers
Alle muziek en teksten zijn geschreven door Grant Nicholas. 
| Nr. | Titel                 | Duur |
| --- | --------------------- | ---- |
| 1.  | Standing on the Edge  | 3:13 |
| 2.  | Buck Rogers           | 3:13 |
| 3.  | Piece by Piece        | 3:49 |
| 4.  | Seven Days in the Sun | 3:39 |
| 5.  | We Can't Rewind       | 3:50 |
| 6.  | Turn                  | 4:31 |
| 7.  | Choke                 | 3:20 |
| 8.  | Oxygen                | 4:20 |
| 9.  | Tell All Your Friends | 2:55 |
| 10. | Under the Weather     | 3:33 |
| 11. | Satellite News        | 5:25 |
| 12. | Bug                   | 3:43 |